# 农融
农融（1967年9月—），男，壮族，广西马山人，中华人民共和国政治人物、外交官，中国共产党党员，第十三届全国人民代表大会广西壮族自治区代表。现任中共中央港澳工作办公室（国务院港澳事务办公室）副主任。曾任中华人民共和国外交部部长助理。

## 生平

### 广西
农融长期在广西壮族自治区任职，2007年4月至2013年4月，任广西壮族自治区国际博览事务局副局长。2013年4月至2015年10月，任中共防城港市委常委，常务副市长。2015年10月至2015年12月，任中共防城港市委副书记。2015年12月，升任中共贵港市委副书记、市人民政府市长。
2018年，农融被选为广西壮族自治区出席第十三届全国人民代表大会代表。
2019年12月，任广西壮族自治区民宗委党组书记、自治区少数民族语言文字工作委员会主任兼任自治区党委统战部副部长。

### 外交系统
2020年9月，农融被任命为中华人民共和国驻巴基斯坦大使。2023年1月，自驻巴基斯坦大使离任。2023年2月，农融出任外交部部长助理。

### 港澳办
2024年2月，任中共中央港澳工作办公室（国务院港澳事务办公室）副主任，晋升副部级。

## 家庭
已婚，有一子。